# Libnotes scoliacantha
Libnotes scoliacantha är en tvåvingeart som först beskrevs av Alexander 1972.  Libnotes scoliacantha ingår i släktet Libnotes och familjen småharkrankar. Inga underarter finns listade i Catalogue of Life.